# Snaresbrook (stacja metra)
Snaresbrook – stacja londyńskiego metra położona na trasie Central Line pomiędzy stacjami South Woodford a Leytonstone. Znajduje się w dzielnicy Snaresbrook w gminie London Borough of Redbridge, w czwartej strefie biletowej. W 2010 roku stacja obsłużyła 2,420 milionów pasażerów.
Stacja została otwarta 22 sierpnia 1856 przez Eastern Counties Railway, w ramach połączenia do Loughton, które to w 1865 roku zostało przedłużone do Epping i Chipping Ongar. 14 grudnia 1947 stacja stała się częścią Central Line.

## Połączenia
Stacja obsługiwana jest przez autobusy linii 66, 958, N55, W12, W13 i W14.

## Galeria

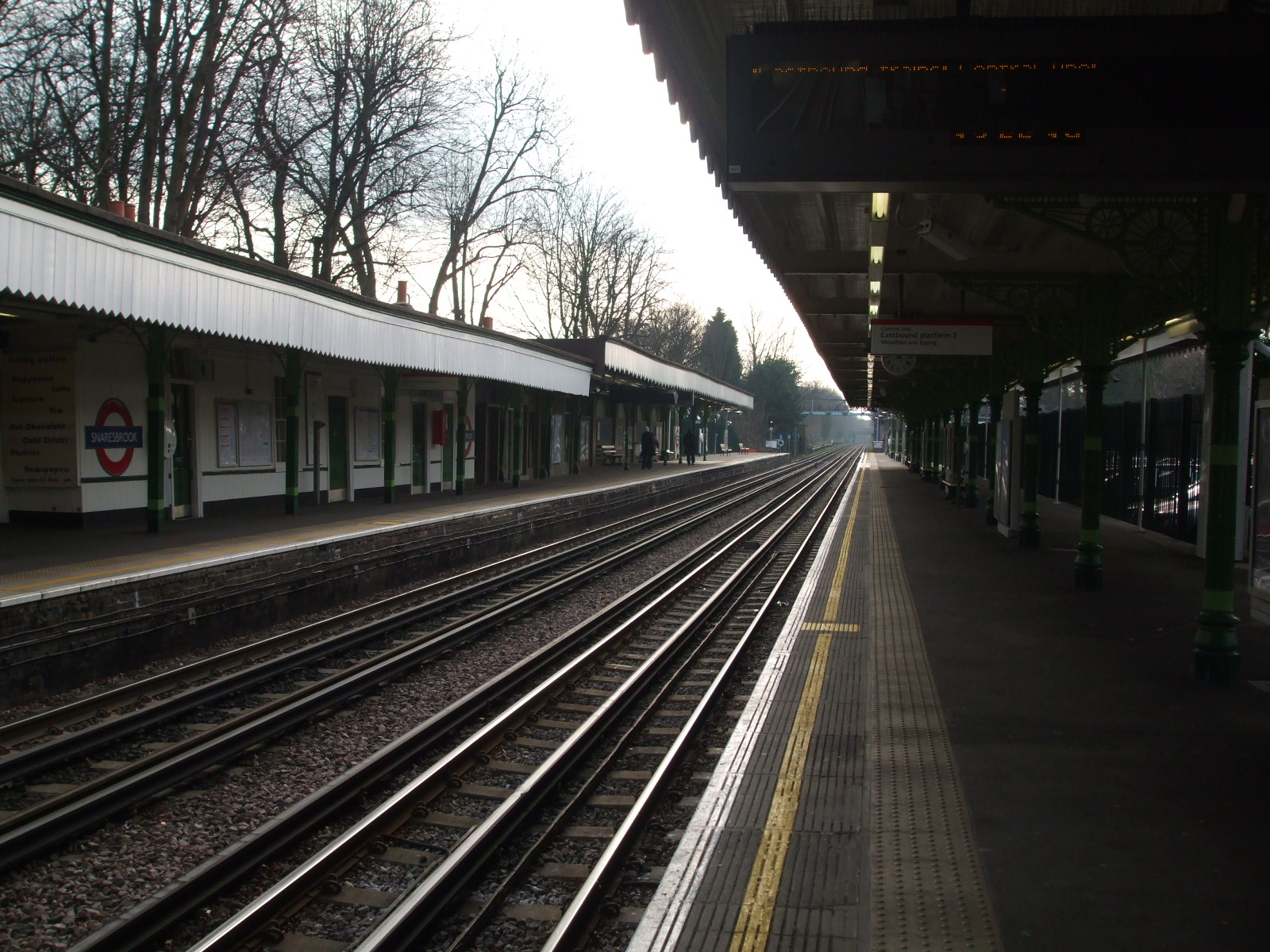
Platforma w kierunku zachodnim
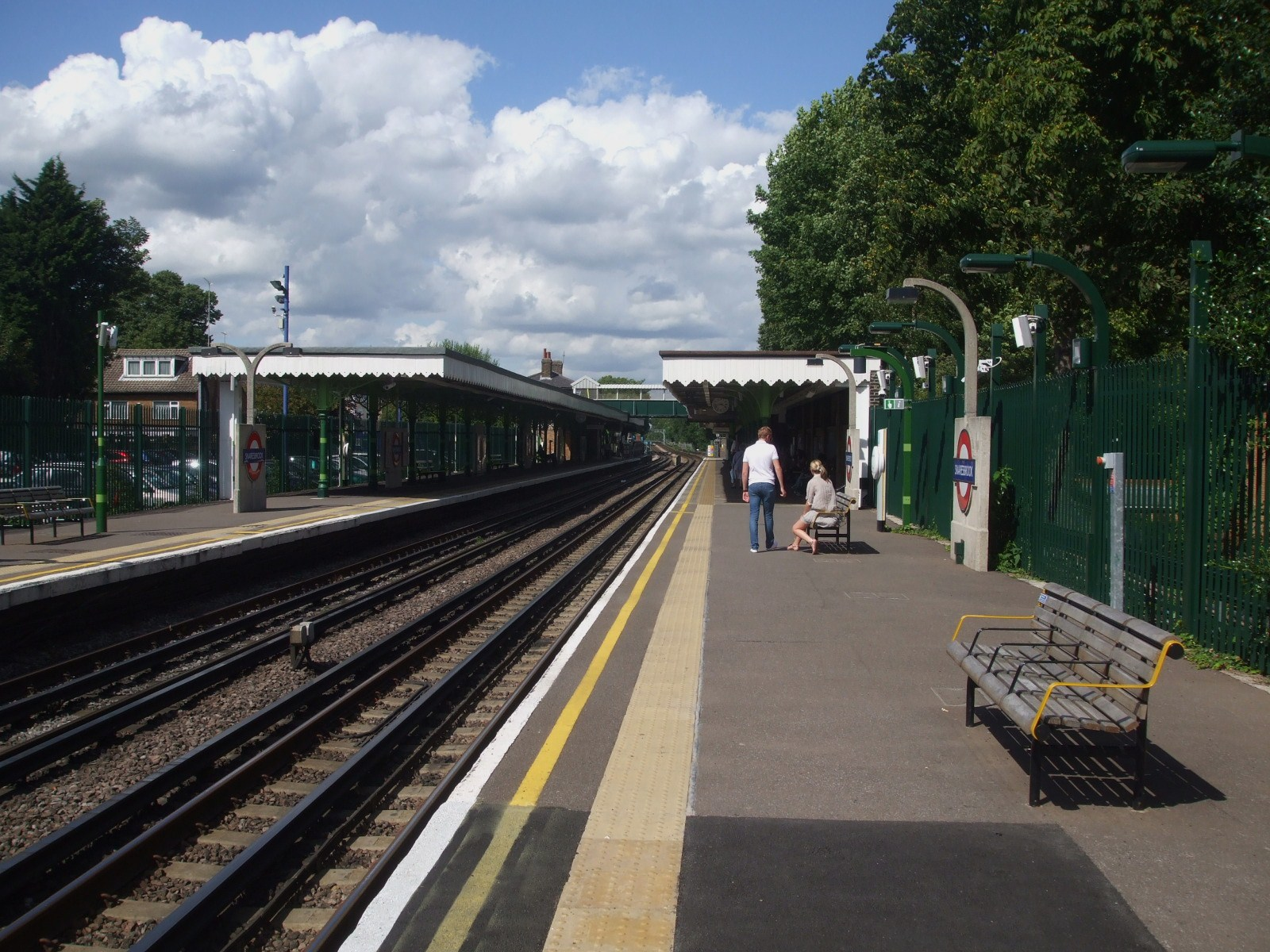
Platforma w kierunku wschodnim
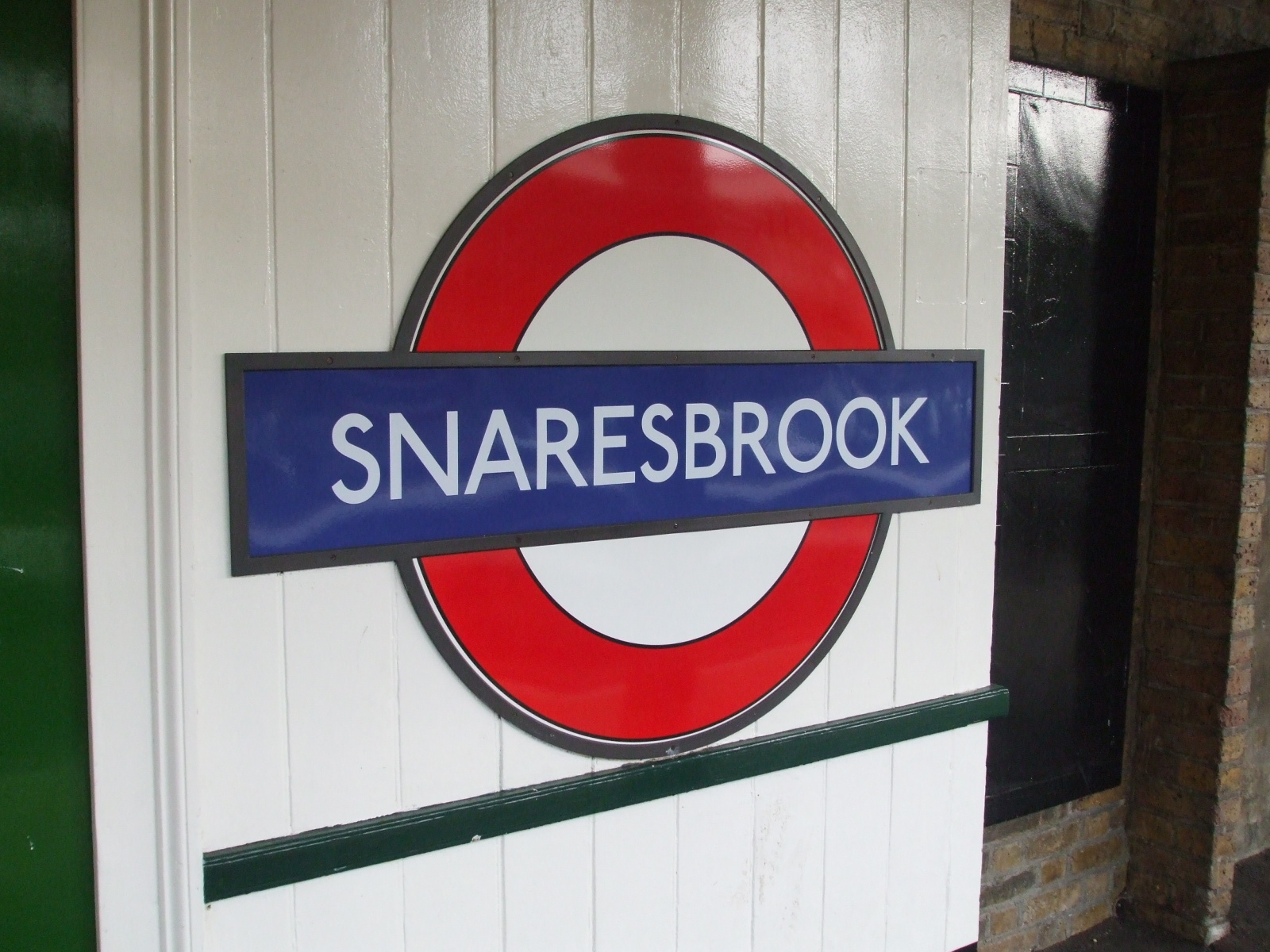
Symbol stacji